# Orazio Ludovisi, I duca di Fiano
Orazio Ludovisi, I duca di Fiano (Bologna, luglio 1561 – Roma, tra il 2 e il 30 novembre 1624), è stato un militare e diplomatico italiano.

## Biografia

### I primi anni
Orazio Ludovisi nacque a Bologna nel 1561, figlio del conte Pompeo Ludovisi e di sua moglie, Camilla Bianchini. Rampollo di una delle principali casate aristocratiche bolognesi, venne avviato alla carriera amministrativa nella città natale ottenendo nel 1590 e nel 1595 di essere compreso nel Consiglio degli Anziani, e la carica di gonfaloniere nel 1611 e nel 1617. Fu infine senatore a Bologna nel 1618.
Dopo la morte del padre e quella successiva del fratello Girolamo (defunto nel 1591 senza eredi), Orazio si ritrovò erede dei feudi di Samoggia e Tiola su cui poggiava il titolo di conte.

### L'elezione di Gregorio XV ed il consolidamento della propria casata
Influente nella sua vita e nelle fortune della sua casata, ad ogni modo, fu l'elezione nel 1621 di suo fratello Alessandro al soglio pontificio col nome di Gregorio XV. Nel marzo del 1621, a breve distanza dall'elezione di suo fratello, venne nominato da quest'ultimo prefetto sovrintendente delle fortezze militari di Perugia, Ancona, Ascoli e del governatorato di Benevento, cariche che giunsero a fruttargli un notevole patrimonio d'entrate annue. L'11 marzo di quello stesso anno venne nominato "governatore generale delle armi e di tutte le milizie di Santa Romana Chiesa". Dopo che il fratello ebbe raggiunto il soglio pontificio, prese la decisione di trasferirsi a Roma con la moglie ed i figli giungendo il 12 marzo 1621 a Bracciano e poi accolto alle porte di Roma da due cardinali inviati appositamente dal fratello pontefice che lo scortarono sino ai propri alloggi a Palazzo Orsini presso Campo de' Fiori. Il 17 marzo prestò giuramento come militare e comandante supremo dell'esercito pontificio.
Malgrado gli onori militari ricevuti, il Ludovisi non operò mai sul campo in quanto, quando pure Gregorio XV decise nel giugno dell'anno della sua elezione di arruolare un reggimento di mercenari tedeschi per venire in aiuto alle truppe imperiali impegnate nella prima fase della Guerra dei Trent'anni, comandante del contingente venne nominato Pietro Aldobrandini, figlio del generale Giovanni Francesco che già aveva combattuto per il papa contro gli imperiali. La necessità di mantenere Orazio a Roma era dovuta anche al fatto che a lui era affidata la prosecuzione della casata e suo fratello papa per primo era intenzionato a garantirgli innanzitutto un feudo: venne prescelto quello di Fiano che gli Sforza di Santa Fiora avevano acquistato all'inizio del XVII secolo e che erano intenzionati ora a venderlo, ma sul quale pure si trovarono a mercanteggiare i Borghese. Pur di strappare a questi ultimi il ricco feudo e ribadire la potenza del pontefice e della sua casata, il titolo e le terre feudali ad esso annesse vennero pagate la straordinaria cifra di 220.000 scudi.
Sua figlia Ippolita sposò, come da accordi, Giorgio Aldobrandini, primogenito del nobile casato romano, apponendovi una dote di 100.000 scudi che vennero in gran parte finanziati col debito pubblico pontificio. Il matrimonio tra i due venne celebrato il 25 aprile 1621 nella Cappella Sistina alla presenza del pontefice.

### Gli incarichi miliari e la missione in Valtellina
Fu dal 1622 che il Ludovisi iniziò seriamente ad occuparsi dei provvedimenti militari che la sua carica gli imponeva, riorganizzando i compartimenti militari territoriali e promuovendo una nuova edizione dei regolamenti per tutte le milizie (in totale 60.170 fanti e circa 6000 cavalieri). Sempre nel 1622 ottenne da Gregorio XV il permesso di guidare un corpo di spedizione militare inviato a combattere in Valtellina, nell'unico episodio italiano della Guerra dei Trent'anni: i cattolici locali, liberatisi dal secolare dominio dei Grigioni nel 1620 con l'aiuto dei soldati spagnoli, avevano dovuto ritornare nel 1621 sotto il dominio svizzero in virtù del Trattato di Madrid, per placare i disaccordi sorti con la Francia. Malgrado queste disposizioni il trattato non era mai stato effettivamente messo in pratica e gli spagnoli continuavano a detenere il pieno controllo dell'area. Per evitare lo scoppio di nuovi conflitti, venne chiesto al pontefice di mediare e Gregorio XV dispose che i forti sarebbero stati dati in affidamento alle truppe pontificie che avrebbero provveduto gradualmente al loro smantellamento. A capo di queste operazioni venne posto proprio Orazio il quale diede al fratello alcune istruzioni da rispettare tassativamente: in quanto comandante pontificio avrebbe dovuto prendere contatti e mantenere ottimi rapporti con Gómez Suárez de Figueroa y Córdoba, governatore spagnolo del Ducato di Milano; mantenere buoni rapporti coi rappresentanti della Valtellina; non intervenire in questioni politiche locali; vigilare sulla disciplina dei soldati.
Il 5 aprile 1623, Orazio lasciò Roma accompagnato dai generali Giovanni Antonio Orsini, Federico Savelli e Pierfrancesco Colonna, imbarcandosi poi a Civitavecchia e giungendo successivamente al porto di Genova da dove, il 27 aprile, giunse a Milano per preparare adeguatamente l'ingresso delle armate pontificie in Valtellina di modo che tale operazione non sembrasse un'invasione, ma nel contempo per far mantenere una forte impronta cattolica a tutto il territorio, dato che la minaccia del ritorno sotto il governo dei Grigioni protestanti avrebbe potuto capovolgere i delicati sforzi compiuti anche a livello diplomatico.
Le operazioni ad ogni modo incontrarono da subito numerose difficoltà: in primis la scarsa collaborazione del governatore spagnolo di Milano e poi gli alti costi del mantenimento delle truppe pontificie così lontane dai confini di Roma, presagendo quindi l'enorme pericolo del lasciare i militari senza stipendio in terra straniera dove facilmente avrebbero potuto compiere razzie a danno della popolazione e dell'immagine della chiesa stessa.
Nel giugno del 1623, ad ogni modo, l'operazione di occupazione di tutti i forti poteva dirsi conclusa ed il Ludovisi cedette il comando del resto delle operazioni a Niccolò Guidi di Bagno, suo luogotenente, tornando a Roma presso il fratello, passando per Bologna. Il suo arrivo nella Città Eterna venne festeggiato il 30 giugno, seguito dal luttuoso evento della morte del pontefice l'8 luglio di quello stesso anno.
Orazio morì a Roma nel novembre dell'anno successivo.

## Matrimonio e figli
Orazio sposò nel 1594 Lavinia Albergati, figlia di Fabio Albergati e di Flaminia Bentivoglio, dalla quale ebbe i seguenti figli:
- Ludovico Ludovisi (1595-1632), cardinale
- Virginia (11 settembre 1596-?), suor Maria Maddalena in S. Pietro Martire a Bologna[1], autrice nel 1639 di una Raccolta di Sacre delizie di S. Maria Maddalena pentita[7]
- Ippolita Ludovisi (c.1600 - 29 aprile 1674), sposò il 25 aprile 1621[8] Giorgio Aldobrandini, II principe di Meldola e fu madre di Olimpia Aldobrandini; in seconde nozze nel febbraio 1642 sposò Flavio Orsini, duca di Bracciano.
- Niccolò Ludovisi (1610-1665), erede dei titoli paterni e principe di Piombino

## Albero genealogico
|                                    |                   |                     | Genitori             |  |  | Nonni |  |  | Bisnonni          |  |  | Trisnonni          |  |
|                                    |                   |                     |                      |  |  |       |  |  | Girolamo Ludovisi |  |  | Bertrando Ludovisi |  |
|                                    |                   |                     |                      |  |  |       |  |  | Girolamo Ludovisi |  |  | Bertrando Ludovisi |  |
|                                    |                   | Caterina Cospi      |                      |  |  |       |  |  | Girolamo Ludovisi |  |  |                    |  |
| Ludovico Ludovisi                  |                   |                     |                      |  |  |       |  |  | Girolamo Ludovisi |  |  |                    |  |
|                                    |                   | Polissena Gozzadini | Brandoligi Gozzadini |  |  |       |  |  |                   |  |  |                    |  |
|                                    |                   | Polissena Gozzadini | Brandoligi Gozzadini |  |  |       |  |  |                   |  |  |                    |  |
|                                    |                   | Polissena Gozzadini | …                    |  |  |       |  |  |                   |  |  |                    |  |
| Pompeo Ludovisi, conte di Samoggia |                   | Polissena Gozzadini |                      |  |  |       |  |  |                   |  |  |                    |  |
|                                    |                   | Annibale Sassoni    | …                    |  |  |       |  |  |                   |  |  |                    |  |
|                                    |                   | Annibale Sassoni    | …                    |  |  |       |  |  |                   |  |  |                    |  |
|                                    |                   | Annibale Sassoni    | …                    |  |  |       |  |  |                   |  |  |                    |  |
| Bernardina Sassoni                 |                   | Annibale Sassoni    |                      |  |  |       |  |  |                   |  |  |                    |  |
|                                    |                   | …                   | …                    |  |  |       |  |  |                   |  |  |                    |  |
|                                    |                   | …                   | …                    |  |  |       |  |  |                   |  |  |                    |  |
|                                    |                   | …                   | …                    |  |  |       |  |  |                   |  |  |                    |  |
| Orazio Ludovisi, I duca di Fiano   |                   | …                   |                      |  |  |       |  |  |                   |  |  |                    |  |
|                                    | Americo Bianchini | Giacomo Bianchini   |                      |  |  |       |  |  |                   |  |  |                    |  |
|                                    | Americo Bianchini | Giacomo Bianchini   |                      |  |  |       |  |  |                   |  |  |                    |  |
|                                    | Americo Bianchini | Dionea Bargellini   |                      |  |  |       |  |  |                   |  |  |                    |  |
| Alessandro Bianchini               | Americo Bianchini |                     |                      |  |  |       |  |  |                   |  |  |                    |  |
|                                    |                   | …                   | …                    |  |  |       |  |  |                   |  |  |                    |  |
|                                    |                   | …                   | …                    |  |  |       |  |  |                   |  |  |                    |  |
|                                    |                   | …                   | …                    |  |  |       |  |  |                   |  |  |                    |  |
| Camilla Bianchini                  |                   | …                   |                      |  |  |       |  |  |                   |  |  |                    |  |
|                                    |                   | …                   | …                    |  |  |       |  |  |                   |  |  |                    |  |
|                                    |                   | …                   | …                    |  |  |       |  |  |                   |  |  |                    |  |
|                                    |                   | …                   | …                    |  |  |       |  |  |                   |  |  |                    |  |
| Ippolita Legnani                   |                   | …                   |                      |  |  |       |  |  |                   |  |  |                    |  |
|                                    |                   | …                   | …                    |  |  |       |  |  |                   |  |  |                    |  |
|                                    |                   | …                   | …                    |  |  |       |  |  |                   |  |  |                    |  |
|                                    |                   | …                   | …                    |  |  |       |  |  |                   |  |  |                    |  |
|                                    |                   | …                   |                      |  |  |       |  |  |                   |  |  |                    |  |